# 布爾戈斯圓環
布爾戈斯圓環（英語：Burgos Circle），又稱布爾戈斯教士圓環（Padre Burgos Circle），為菲律宾馬尼拉都會區達義市滂尼發秀全球市境內的一座圓環，屬於福布斯鎮中心（Forbes Town Center）開發計畫的一部分。該圓環由福布斯鎮路（Forbestown Road）、第一大道（1st Avenue）、第二大道（2nd Avenue）與第二十九街（29th Street）交會而成，其名稱以戈布爾薩領袖荷西·布爾戈斯為名。

## 歷史
布爾戈斯圓環屬於福布斯鎮中心（Forbes Town Center）開發計畫的一部分，該項綜合型開發計畫為美加房產公司以新加坡武吉士為靈感來源所規劃設計。
布爾戈斯圓環於2009年成為新的餐飲熱點，當時有數家餐廳於此地區開業，且該地區與雷梅迪奧斯圓環、綠帶二館及Serendra一樣皆為新興地區，主要服務客群為年輕專業者。
2013年，專欄作家斯蒂芬妮·蘇維里（Stephanie Zubiri）於《菲律賓星報》描述布爾戈斯圓環為「馬尼拉中心裡的巴黎生活風格之窗」，由於該地區適宜步行，且有許多餐廳、咖啡廳以及酒吧可供選擇，並且能在戶外用餐，使她想起她在巴黎時的生活。

## 建築
布爾戈斯圓環中央的小型公園為布爾戈斯公園。雷納托·帕斯·孔特雷拉斯（Reynato Paz Contreras）之雕塑作品《The Trees》設置於布爾戈斯公園中央，為滂尼發秀全球市首件公共裝置藝術作品。
《The Trees》雕塑高6.5公尺，由三顆樹木互鎖而成，雕塑頂端為圓頂狀，象徵著生命之輪。該雕塑作品在近年來成為情侶約會的浪漫場所，且在2016年《精靈寶可夢GO》於菲律賓發布後，不少玩家聚集在雕塑旁「抓寶」，因此成為該地區內重要的地標。該款遊戲發布後除了提高該地區的步行交通外，也讓該地區內的餐飲業者增加不少收入。
布爾戈斯圓環底下有一座寬72公尺，深達六層樓之滯洪池。暴雨期間將雨水貯集至該滯洪池，待天氣穩定時將貯集的雨水排入小溪，並隨著溪流注入馬尼拉灣。該滯洪池為馬尼拉都會區現存的兩座滯洪池之一（另一座位於麥哲倫交流道底下），在滂尼發秀全球市發展初期耗資6,000萬披索興建，防止桑托斯大道與卡拉延大道淹水成患。

## 外部連結
- Unofficial website of Burgos Circle
- Classroom Rental （页面存档备份，存于）